# Конрад VI фон Вайнсберг
Конрад VI фон Вайнсберг Стари (на немски: Konrad VI von Weinsberg; * пр. 1330; † 1366) е господар на Вайнсберг и Бройберг в Оденвалд.
Той е единственият син на Конрад V фон Вайнсберг († 1328) и втората му съпруга Луитгард (Лукарда) Райц фон Бройберг (* 1304; † 1366), дъщеря-наследничка на Еберхард III фон Бройберг († 1323) и графиня Мехтилд фон Валдек († 1340).
Майка му е сестра на наследничката Елизабет Райц фон Бройберг († 1358), омъжена 1321 г. за граф Рудолф IV фон Вертхайм († 1355).
Майка му Луитгард (Лукарда) Райц фон Бройберг донася в брака си една четвърт от господството Бройберг в Оденвалд. Тя се омъжва втори път 1328 г. за Готфрид V фон Епщайн († 1336/1341) и донася една осма от наследството си в господството Бройберг, другата част остава на син ѝ Конрад VI фон Вайнсберг.

## Фамилия
Конрад VI фон Вайнсберг се жени пр. 1336 г. за графиня Мария фон Насау-Висбаден-Идщайн (* ок. 1324; † 1366), дъщеря на граф Герлах I фон Насау-Висбаден-Идщайн († 1361) и Агнес фон Хесен († 1332). Те нямат деца.
Конрад VI фон Вайнсберг се жени втори път за Маргарета фон Ербах-Ербах (* пр. 1365; † 1395), дъщеря на шенк Еберхард VIII фон Ербах-Ербах († 1373) и Елизабет фон Катценелнбоген († 1385/1386). Те имат един син:
- Конрад фон Вайнсберг († 25 юли 1368)

Вдовицата му Маргарета фон Ербах-Ербах се омъжва втори път пр. 1 ноември 1376 г. за граф Вилхелм II фон Еберщайн в Ной-Еберщайн († 9 март 1385) и има с него четири деца.